# Serhiy Senyukov
Serhiy Vasylovych Senyukov (en ukrainien : Сергій Васильович Сенюков) né le 27 janvier 1955 à Tchernivtsi, en RSS d'Ukraine (Union soviétique) et décédé le 1er septembre 1992, est un athlète soviétique, spécialiste du saut en hauteur.

## Biographie
Il remporte sous les couleurs de l'URSS les Championnats d'Europe en salle 1976, à Munich en effaçant une barre à 2,22 m. Il devance le Français Jacques Aletti.

### Palmarès
| Date | Compétition                    | Lieu      | Résultat | Marque |
| ---- | ------------------------------ | --------- | -------- | ------ |
| 1973 | Championnats d'Europe juniors  | Duisbourg | 2e       |        |
| 1976 | Championnats d'Europe en salle | Munich    | 1er      | 2,22 m |
| 1976 | Jeux olympiques                | Montréal  | 5e       | 2,18 m |
| 1978 | Championnats d'Europe en salle | Milan     | 5e       |        |

### Records
| Épreuve         | Performance | Lieu | Date |
| --------------- | ----------- | ---- | ---- |
| Saut en hauteur | 2,28 m      |      | 1977 |